# Vitt kort
Vitt kort är ett markeringskort som används av domare inom vissa sporter. Betydelsen av det vita kortet varierar mellan sporterna. Inom till exempel bandy används ett vitt kort för att markera ett femminutersstraff.